# Carl Luckow

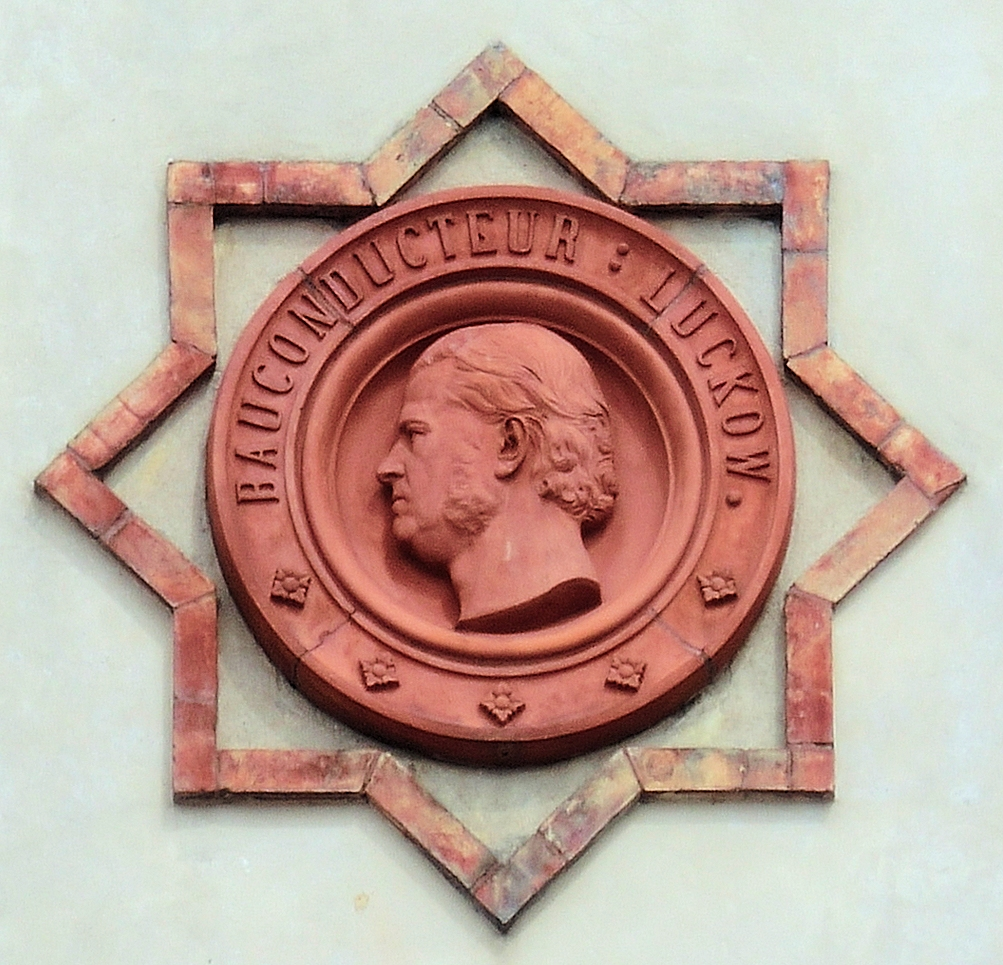
Porträt-Relief von Carl Luckow am Hauptgebäude der Universität Rostock

Franz Carl Heinrich Luckow (* 12. März 1828 in Rostock; † 15. Mai 1885 ebenda) war ein deutscher Architekt und mecklenburgischer Baubeamter.

## Leben
Carl Luckow war Sohn des Hof-Zahnarztes Carl Luckow. Ab 1846 studierte Carl Luckow an der Universität Rostock Philosophie. Von 1848 bis 1851 studierte er Architektur an der Bauschule der Polytechnischen Schule Karlsruhe, wo er Mitglied der Burschenschaft Germania (heute Teutonia) wurde. 1852 legte er das erste Staatsexamen als Architekt in Schwerin ab. Luckow begann seine Laufbahn als Gehilfe beim Bau des Schweriner Schlosses.
1872 wurde er als Baukondukteur zur Hilfeleistung bei den Staatsbauten abgeordnet und assistierte zusammen mit Adolf Prahst dem Rostocker Architekten und mecklenburgischen Hofbaumeister Hermann Willebrand beim Bau des Hauptgebäudes der Universität Rostock, woran sein Porträtmedaillon an der Hoffassade des Baus erinnert.
Mit den Umbaumaßnahmen zur Einrichtung des Amtsgerichts im Fürstenhof zu Wismar wurde 1877 der Landbaumeister Carl Luckow beauftragt. Ihm zur Seite stand als Bauführer Gustav Hamann. Vom Großherzog Friedrich Franz II. vom Mecklenburg-Schwerin wurde Carl Luckow 1880 nach Abschluss der Baumaßnahmen mit der Verdienstmedaille in Gold ausgezeichnet.
1880 wurde er zum Landbaumeister ernannt.
Seit 1865 war er Mitglied des Vereins für Mecklenburgische Geschichte und Alterthumskunde; er fertigte mehrfach Zeichnungen von Altertümern für Veröffentlichungen in den Mecklenburgische Jahrbüchern an.

## Bauten und Entwürfe
- 1865 Kollegiengebäude I. (Staatskanzlei) Schloßstraße 2 in Schwerin, originaler Wiederaufbau des abgebrannten Gebäudes
- 1877–1878 Restaurierung des Fürstenhofs in Wismar
- Medizinisches Institut (heute: Anatomisches institut) in Rostock
- 1878 Land- und Amtsgericht in Rostock, Schwaansche Straße, 1942 zerstört
- 1878 Leuchtturm Buk

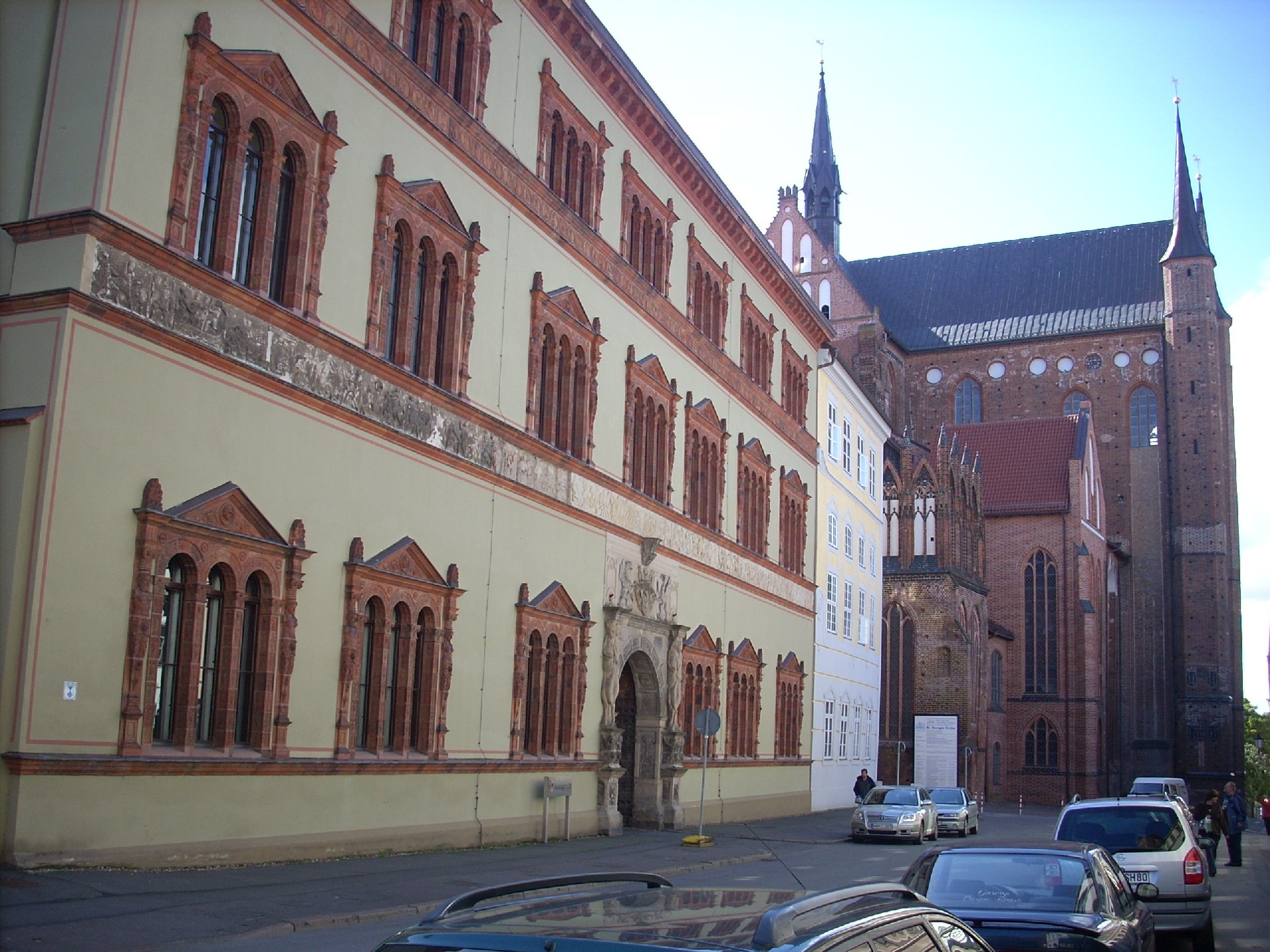
Fürstenhof Wismar
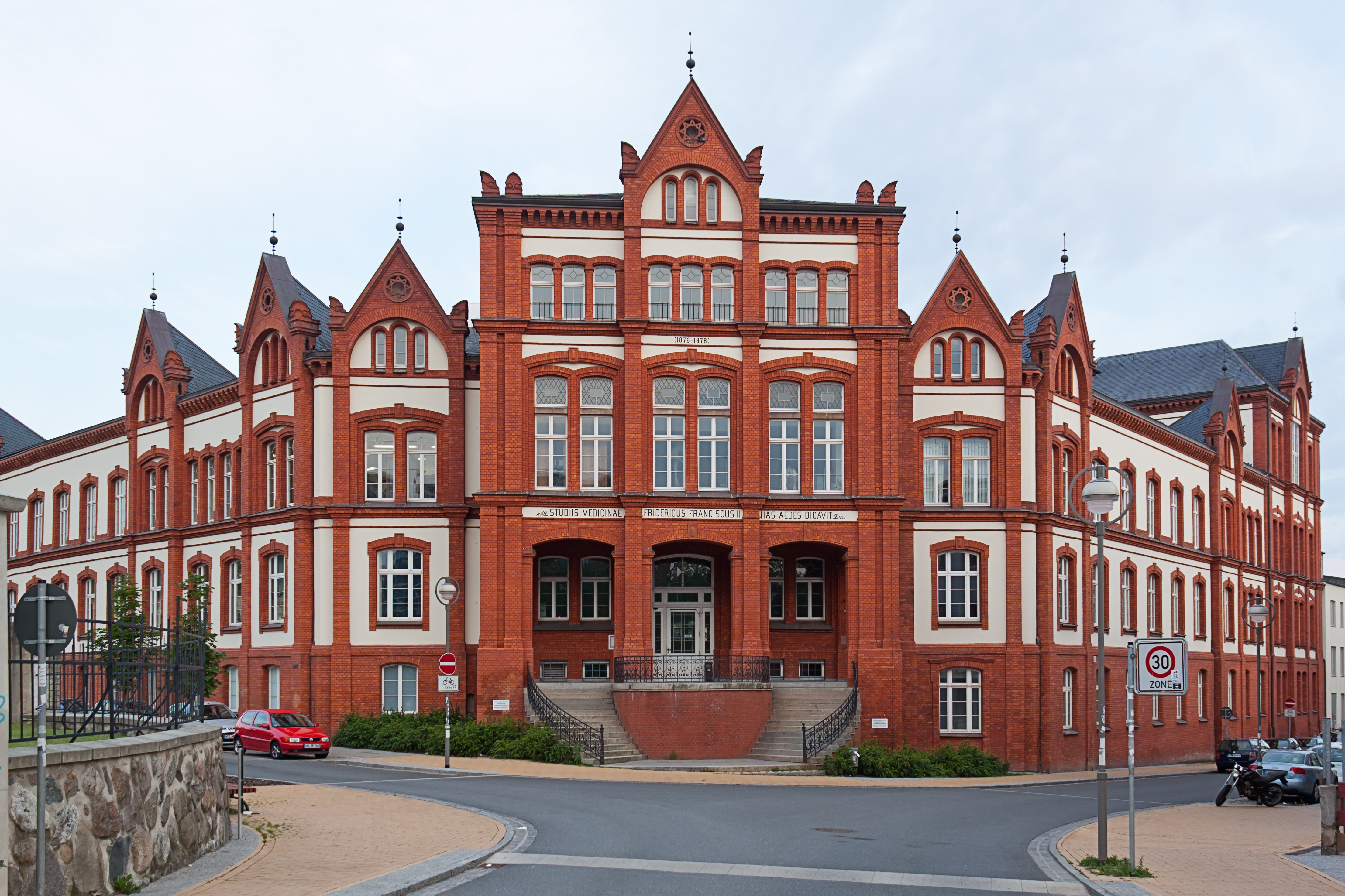
Anatomisches Institut
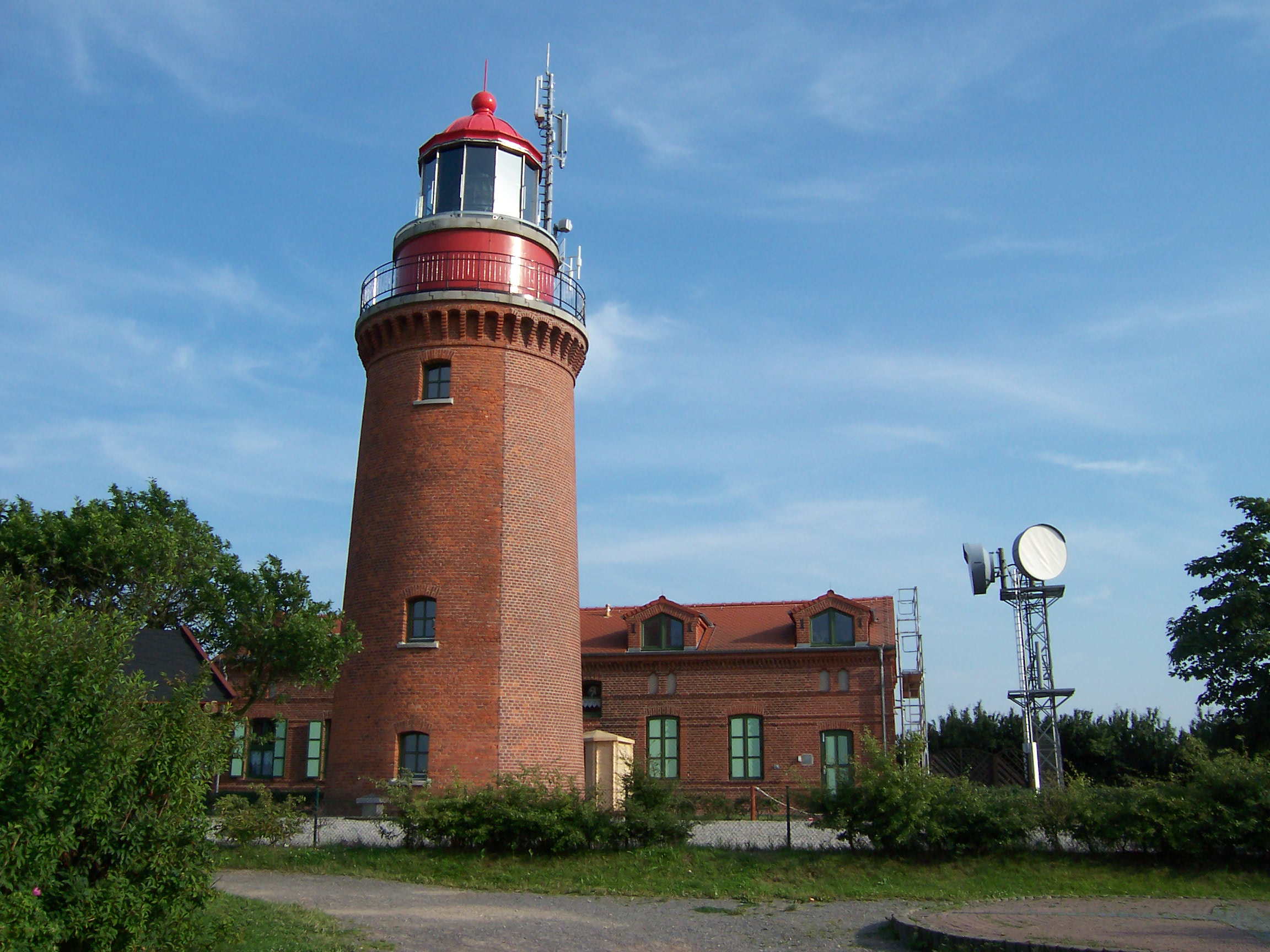
Leuchtturm Buk

## Schriften
- Restauration der Facaden des Fürstenhofes zu Wismar. Boldt, Rostock 1882.